# Élisabeth de Belgique
Pour les articles homonymes, voir Élisabeth.
Ne doit pas être confondue avec son arrière-arrière-grand-mère, la duchesse Élisabeth en Bavière, reine des Belges.
Titre
Princesse héritière de Belgique
Depuis le 21 juillet 2013
  (12 ans et 25 jours)
Élisabeth de Belgique (en néerlandais : Elisabeth van België ; en allemand : Elisabeth von Belgien), duchesse de Brabant, née le 25 octobre 2001 à Anderlecht (Bruxelles, Belgique), est un membre de la famille royale belge et la princesse héritière du trône de Belgique depuis l'accession au trône de son père, le roi des Belges Philippe, le 21 juillet 2013.

## Famille
Élisabeth Thérèse Marie Hélène de Belgique est la fille aînée du roi Philippe (1960), et de son épouse Mathilde d’Udekem d’Acoz (1973). Par son père, elle est la petite-fille du roi Albert II de Belgique (1934) alors que, par sa mère, elle descend par les femmes des anciens rois de Pologne. La reine Mathilde est en effet liée à de nombreuses familles de nobles et de magnats polonais célèbres, telles que les maisons de Czartoryski, Lubomirski, Radziwiłł, Sanguszko, Tyszkiewicz, Zamoyski. Or, en tant que descendante des princes Czartoryski et Sanguszko, elle est apparentée aux Gédiminides et a des liens avec la dynastie royale des Jagellons (qui a régné en Pologne, en Lituanie, en Hongrie et en Bohême) en même temps qu’elle est apparentée à diverses familles princières russes, comme les Galitzine et les Troubetskoï. Elle est également apparentée à l'ancien président de la République  de Pologne, Bronisław Komorowski.
Élisabeth, duchesse de Brabant, a deux frères cadets : Gabriel (né le 20 août 2003) et Emmanuel (né le 4 octobre 2005) ainsi qu’une sœur cadette, Éléonore (née le 16 avril 2008).

## Biographie

### Naissance et baptême
Élisabeth de Belgique naît le 25 octobre 2001 à 21 h 58 à l’hôpital Érasme d’Anderlecht, à Bruxelles. Son premier prénom lui vient de son arrière-arrière-grand-mère, la très populaire reine Élisabeth, née duchesse en Bavière, elle-même nièce et filleule de l'impératrice Élisabeth d'Autriche, dite Sissi. Son nom complet est Élisabeth Thérèse Marie Hélène : Thérèse peut faire allusion à sa grand-mère maternelle Thérèse Sobanska, Marie, en référence au culte catholique de la Sainte Vierge, est une coutume de la famille royale belge, et Hélène se réfère à sa tante Hélène d'Udekem d'Acoz.
Deux mois après sa naissance, le 9 décembre 2001, elle est baptisée à la chapelle privée du château de Ciergnon. La cérémonie, qui a lieu dans les trois langues officielles de la Belgique ainsi qu’en latin, est présidée par le cardinal-primat de Belgique, Godfried Danneels. Son parrain est le prince Amedeo de Belgique, son cousin germain, et sa marraine est la comtesse Hélène d’Udekem d’Acoz, sa tante maternelle.
La princesse Élisabeth est surnommée « Lisa » au sein de sa famille.

### Héritière du trône
Puisque la loi salique a été supprimée de la Constitution belge en 1991, la princesse Élisabeth est première dans l'ordre de succession au trône de Belgique. Elle devrait donc devenir la première reine souveraine des Belges au terme du règne de son père Philippe, les autres reines l'ayant été jusqu'à présent à titre de consorts. 
Elle fait partie de la nouvelle génération en Europe de ces futures reines depuis la suppression de la primogéniture masculine.
Outre Élisabeth de Belgique, trois autres princesses bénéficient actuellement de ce changement des règles de succession pour la primogéniture absolue : Victoria de Suède, Catharina-Amalia des Pays-Bas et Ingrid Alexandra de Norvège.
Leonor d'Espagne est l'actuelle héritière du trône espagnol, car si la primogéniture masculine des enfants royaux est toujours inscrite dans la constitution espagnole, elle n'a aucun frère.
Ce sont ainsi cinq princesses qui seront appelées à régner en Europe.
En attendant, la princesse se livre déjà à des représentations officielles. En 2003, elle est ainsi présente au mariage de son oncle le prince Laurent de Belgique avec Claire Coombs. Sa première véritable apparition officielle a lieu alors qu'elle est âgée de quatre ans, lors du Te Deum donné en l’honneur de la fête nationale belge, en 2006. Par la suite, on retrouve la princesse au concours musical international Reine Élisabeth de Belgique et lors de la présentation, au palais royal, de la maquette de la station polaire Princesse-Élisabeth, en 2007. 
En septembre 2011, elle accomplit sa première activité officielle en inaugurant, en présence de ses parents, l'aile pédiatrique de l'UZ Gent qui porte son nom.
Depuis le 21 juillet 2013, date d'accession au trône de son père, le roi Philippe de Belgique, elle occupe le premier rang dans l'ordre de succession au trône. Première princesse héritière du royaume de Belgique, elle porte le titre de duchesse de Brabant.

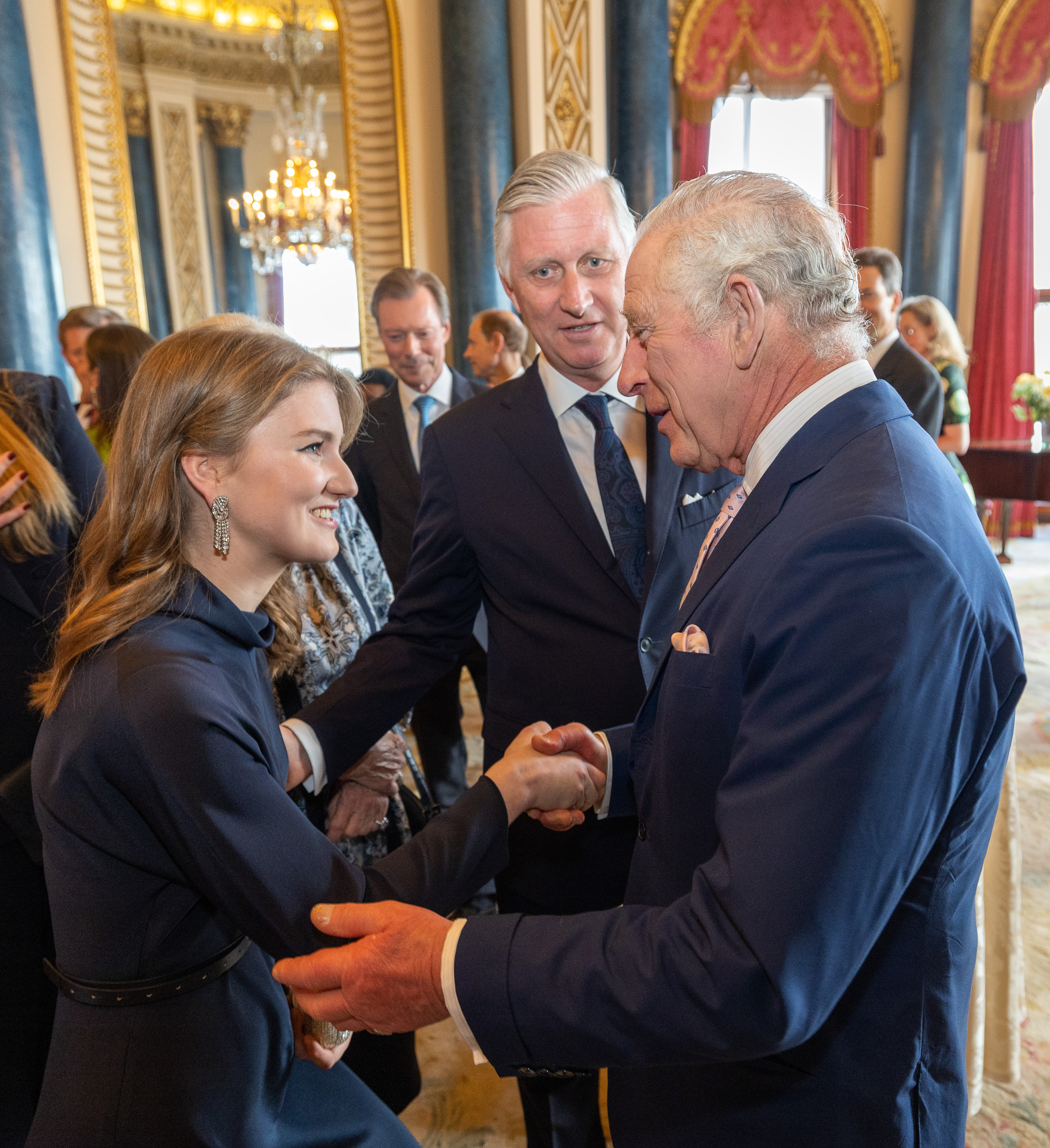
La princesse Élisabeth de Belgique fait la révérence au roi Charles III (roi du Royaume-Uni), en présence de son père, le roi Philippe (2023).

La princesse Élisabeth est la marraine depuis 2022 du navire de recherche océanographique Belgica. Le baptême était sa première activité officielle sans ses parents. Elle inaugure en 2022 le laboratoire d'impression 3D Princesse Élisabeth à la KUL.
À l'étranger, la princesse assiste aux funérailles de son grand-oncle, le grand-duc Jean de Luxembourg, en 2019, au dîner de gala organisé pour les 18 ans de la princesse Ingrid Alexandra de Norvège en 2022 et à la réception organisée au palais de Buckingham à la veille du couronnement du roi Charles III du Royaume-Uni en 2023.

### Éducation multilingue et internationale
Du 1er septembre 2004 au 30 juin 2018, Élisabeth de Belgique suit l’enseignement en néerlandais au collège Saint-Jean-Berchmans, situé dans le quartier des Marolles, à Bruxelles. Il s’agit d’un changement important dans les habitudes de la famille royale, puisque c’est la première fois qu’un futur monarque belge effectue le début de ses études en néerlandais.
En septembre 2007, Élisabeth de Belgique commence à suivre des cours de danse (en néerlandais) à l’Académie communale de musique, des arts de la parole et de la danse August De Boeck, à Asse, dans le Brabant flamand. Elle joue du piano et chante dans la chorale du collège Sint-Jan-Berchmans où elle poursuit ses études secondaires.
En juillet 2013, une enquête menée par le quotidien flamand Het Nieuwsblad[réf. nécessaire] révèle qu’Élisabeth de Belgique parle et écrit parfaitement en néerlandais, alors que la famille royale se voit souvent soupçonnée par l’opinion publique flamande de mal maîtriser cette langue. Elle suivrait en revanche des cours de soutien en français écrit.
En mars 2018, le Palais royal annonce que la princesse Élisabeth a réussi les épreuves de sélection organisées par le Comité belge des United World Colleges (UWC) pour entrer à l'Atlantic College, dans le sud du Pays de Galles au Royaume-Uni, où elle termine ses études secondaires en vue d'y obtenir un baccalauréat international en 2020,. La jeune princesse rejoint son nouveau collège fin août 2018. Ayant déjà étudié l'allemand — troisième langue nationale en Belgique — , elle y suit les cours en anglais.
Un communiqué du palais royal, diffusé le 20 mai 2020, annonce que la duchesse de Brabant, qui est de retour à Laeken depuis la fin mars en raison de la pandémie de Covid-19, est inscrite à l'École royale militaire où elle suit à partir du 31 août 2020 une formation en sciences sociales et militaires. Cette formation s'inscrit dans la tradition de la famille royale belge, dont le premier prince inscrit à l'École royale militaire en 1884 était le prince Baudouin de Belgique, frère aîné du roi Albert Ier.
Le 26 septembre 2023, elle prête serment en tant que sous-lieutenant de l'armée avec ses camarades de la promotion de sciences sociales et militaires.
À partir du 4 octobre 2021, et pour une durée de trois ans, la princesse étudie l'histoire et les sciences politiques au Lincoln College de l'université d'Oxford. Le 7 mai 2024, le palais royal annonce que la princesse, ayant réussi les épreuves d'admission, entrera fin août 2024 à la John F. Kennedy School of Government, l'école d'administration publique de l'université Harvard, afin d'y effectuer, durant deux ans, un Master of Public Policy.

## Titres, décorations et distinctions
À sa naissance, en tant que premier enfant du duc de Brabant, Élisabeth de Belgique aurait dû porter le titre de comtesse de Hainaut. Dès avant sa naissance, la question de ce titre divise hommes politiques néerlandophones et francophones car il n’est pas linguistiquement neutre (le Hainaut, qui se dit en néerlandais Henegouwen, est une province wallonne). Le 17 octobre 2001, un arrêté royal paru au Moniteur abolit donc les titres de comte et de comtesse de Hainaut. Selon le porte-parole du Premier ministre d’alors, il s’agit de « trouver une formule qui tienne compte de l’évolution institutionnelle de la Belgique ».

### Titulature
- 25 octobre 2001 - 21 juillet 2013 : Son Altesse Royale la princesse Élisabeth de Belgique (naissance) ;
- depuis le 21 juillet 2013 : Son Altesse Royale la duchesse de Brabant, princesse de Belgique, duchesse de Saxe, princesse de Saxe-Cobourg-Gotha.

Conformément à l’arrêté royal du 16 octobre 2001, la princesse Élisabeth, encore mineure, devient duchesse de Brabant (suo jure) dès la prestation de serment de son père le roi Philippe, le 21 juillet 2013, en tant qu’enfant aîné du monarque.

### Armes
Les anciennes armoiries de la princesse Elisabeth figurent ci-dessous.
| Blason | Blasonnement : De sable au lion d'or armé et lampassé de gueules. |

Depuis l'entrée en vigueur d'un arrêté royal daté du 12 juillet 2019 et paru au Moniteur belge du 19 juillet 2019, ces armoiries ont été modifiées. La modification principale consiste en l'ajout de l'écusson de Saxe, qui avait été adopté en 1425 par les Wettin comme symbole de leur dignité électorale, figurait dans le blason royal de Belgique jusqu'après la première guerre mondiale. Aucun texte n'avait expressément confirmé cet abandon de l'écusson saxon qui ne figurait plus depuis lors dans les armoiries royales. L'arrêté royal du 12 juillet 2019 rétablit ainsi une longue tradition en rétablissant l'écusson saxon dans les armoiries royales.
| Blason | Blasonnement : De sable au lion d'or armé et lampassé de gueules, chargé sur l'épaule d'un écusson burelé d'or et de sable de dix pièces, au crancelin de sinople, brochant en bande sur le tout, chargé d’un lambel à trois pendants d’or. |

### Honneurs belges
| Grand cordon de l'ordre de Léopold | Grand cordon de l'ordre de Léopold (25 octobre 2019),. |